# 안동 동암사 석조여래좌상
안동 동암사 석조여래좌상(安東 銅巖寺 石造如來坐像)은 경상북도 안동시 임동면 대곡리, 동암사에 있는 고려시대의 불상이다. 2012년 10월 4일 경상북도의 문화재자료 제597호로 지정되었다.

## 개요
안동 동암사 법당에 모셔져 있는 이 불상은 원래 안동 예안면 신남리 절터에 남아있던 것을 1950년대에 지금의 동암사로 이안(移安)하였다고 전하는 높이 97cm의 등신대 석조여래좌상이다.
통일신라시대에 유행했던 전형적인 항마촉지인여래좌상(降魔觸地印如來坐像) 형식을 취하고 있으나, 불두(佛頭)에 비해 큼직하게 표현된 나발과 정제되지 않은 상호(相好)의 표현, 무릎과 상체의 어색한 비례, 그리고 평면적이면서 부자연스러운 의습 표현 등으로 보아 제작 시기는 고려전기로 추정된다.
이 불상은 상호(相好)의 훼손이 심하고 불신 이외의 대좌와 광배가 결실되어 예술적 가치는 크지 않지만, 통일신라시대 항마촉지인여래좌상의 전통이 고려시대로 계승되는 과정을 보여주는 중요한 자료이므로 문화재자료자료(文化財資料)로 지정한다.

## 참고 자료
- 안동 동암사 석조여래좌상 - 국가유산청 국가유산포털